# Psalm 50
Psalm 50 – jeden z utworów zgromadzonych w biblijnej Księdze Psalmów. Psalm jest zaliczany do tzw. dzieł Asafa. W Septuagincie figuruje pod numerem 49.

## Treść Psalmu
Psalm otrzymał miano „prorockiego”, ponieważ występuje przeciwko sformalizowanemu kultowi, który nie realizuje się w życiu osobistym. W tekście Bóg oskarża swój lud o złamanie przymierza i gani za obłudę religijną. Niektóre fragmenty zawierają słowa kierowane przez Boga do ludzi (50,5.7–15.16b–23). Głównym tematem wydaje się być niezrozumienie przez człowieka sensu składania ofiar. Według psalmisty Bóg oczekuje zamiast ofiar – dziękczynienia za wyratowanie z utrapienia. Psalm występuje również przeciwko obłudnikom, którzy błędnie założyli, że ofiarami odwrócą uwagę Boga od swoich występków. Podobny sprzeciw oddzielający kult od moralności można dostrzec w Iz 1,11–13.16, Jr 6,20; 7,22, Oz 6,6, Am 5,21, Mt 15, 3–20.

## Teologia psalmu
W drugim wersecie pojawia się zwrot Pan jest Bogiem nad bogami, podkreślający, że jest tylko jeden Bóg.
Wersety 9–13 ukazują w ironiczny sposób, iż rytuał ofiarny nie jest Bogu potrzebny. Mnogość ofiar, do których można zaliczyć ofiary całopalne (Holocaust) i biesiadne (Selamim), wydają się nie mieć odzwierciedlenia w niektórych księgach Starego Testamentu (np. wcześniej wymienione księgi Amosa i Izajasza). Niektóre z fragmentów z wyżej wymienionych ksiąg włącznie z Psalmem 50 wskazują, że ofiary są miłe Bogu tylko wtedy, gdy składa je człowiek, który stara się wypełniać wolę Bożą w swoim życiu.
Ofiary składane Bogu – jak na ironię są rygorystycznie przestrzegane. Bóg w wersecie 8 nie gani Izraelitów za brak pilności w przestrzeganiu obrzędów, lecz w dalszej części tekstu zarzuca brak oddawania prawdziwego uwielbienia odwzorowanego w pilności przestrzegania Bożej woli w życiu.

## Psalm w Kościele starożytnym
Z 1. Listu Klemensa do Koryntian wynika, iż treść psalmu była cytowana w starożytnym kościele, jako przestroga, którą Bóg kieruje do chrześcijan.